# Torneo de Verano 2018 (Perú)
El Torneo de Verano 2018 fue el primero de los tres torneos cortos que forma parte del Campeonato Descentralizado 2018. Empezó el 3 de febrero con la fase de grupos y terminó el 12 de mayo con la final. El campeón fue Sporting Cristal quien se clasificó a las semifinales del campeonato. Fue además, la última vez hasta el presente que se intentó organizar una copa de la liga en el fútbol peruano.

## Formato
Los dieciséis equipos serán divididos, mediante sorteo, en dos grupos de ocho cada uno. Para realizar el sorteo se dividirá a los participantes en tres bombos. Dentro de cada grupo los equipos jugarán entre sí mediante sistema de todos contra todos dos veces, totalizando catorce partidos cada uno. Al término de las catorce fechas los primeros de cada grupo se clasificarán para la final, la cual se jugará a doble partido.

## Equipos participantes
En el torneo participaran 16 equipos: los 14 primeros clasificados en la tabla acumulada del Campeonato Descentralizado 2017, el campeón de la Segunda División 2017 y el campeón de la Copa Perú 2017

### Cambios de entrenadores
| Equipo         | Entrenador (Jornadas) | Fecha de vacante      | Tipo de salida | Posición en la tabla | Entrenador entrante (Jornada) | Fecha de entrada      |
| -------------- | --------------------- | --------------------- | -------------- | -------------------- | ----------------------------- | --------------------- |
| Ayacucho FC    | Carlos Leeb (1 - 3)   | 18 de febrero de 2018 | ?              | 16.º                 | Duilio Cisneros (4)           | 20 de febrero de 2018 |
| Sport Boys     | Mario Viera (1 - 5)   | 1 de marzo de 2018    | ?              | 8.º                  | Luis Hernández (i) (6)        | 1 de marzo de 2018    |
| Sport Rosario  | Pablo Abraham (1 - 5) | 4 de marzo de 2018    | ?              | 12.º                 | Fernando Nogara (7)           | 5 de marzo de 2018    |
| Real Garcilaso | Óscar Ibáñez (1 - 7)  | 16 de marzo de 2018   | ?              | 11.º                 | Tabaré Silva (10)             | 30 de marzo de 2018   |

## Sorteo
El sorteo se realizó el 15 de enero, para esto los equipos participantes fueron divididos en tres bombos, el Bombo 1 estuvo integrado por equipos de Lima y Callao, el Bombo 2, por equipos de altura y el Bombo 3 por los demás equipos o equipos de no altura.
| Bombo 1 (Lima y Callao)   | Bombo 2 (Altura)           | Bombo 3 ("No" altura) |
| ------------------------- | -------------------------- | --------------------- |
| Alianza Lima              | Comerciantes Unidos        | Unión Comercio        |
| Deportivo Municipal       | Univ. Técnica de Cajamarca |                       |
| Sporting Cristal          | Sport Rosario              |                       |
| Universitario de Deportes | F. B. C. Melgar            |                       |
| Academia Cantolao         | Ayacucho F. C.             |                       |
| Universidad de San Martín | Real Garcilaso             |                       |
| Sport Boys                | Sport Huancayo             |                       |
|                           | Binacional                 |                       |

### Conformación de los Grupos
El sorteo determinó que Alianza Lima y Universitario terminaran en el mismo grupo, lo cual dará lugar a dos partidos más del Superclásico.

## Grupo A

### Tabla de posiciones
Para el cálculo de la tabla de posiciones se asignarán tres puntos por cada victoria, uno por cada empate y cero en caso de derrota. La posición en la tabla dependerá de la cantidad de puntos obtenidos, la diferencia entre los goles anotados y los goles recibidos, la cantidad de goles anotados y la cantidad de goles recibidos.
- Actualizado el 29 de abril de 2018.

|    | Equipo                 | PJ | G  | E | P | GF | GC | Dif | Pts | Notas |
| -- | ---------------------- | -- | -- | - | - | -- | -- | --- | --- | ----- |
| 1. | Sporting Cristal       | 14 | 10 | 3 | 1 | 42 | 15 | 27  | 33  | Final |
| 2. | Sport Rosario          | 14 | 6  | 2 | 6 | 23 | 21 | 2   | 20  |       |
| 3. | UTC                    | 14 | 5  | 5 | 4 | 14 | 19 | −5  | 20  |       |
| 4. | Universidad San Martín | 14 | 4  | 7 | 3 | 20 | 18 | 2   | 19  |       |
| 5. | Alianza Lima           | 14 | 5  | 4 | 5 | 16 | 17 | −1  | 19  |       |
| 6. | Comerciantes Unidos    | 14 | 4  | 2 | 8 | 18 | 26 | −8  | 14  |       |
| 7. | Ayacucho FC            | 14 | 4  | 2 | 8 | 22 | 34 | −12 | 14  |       |
| 8. | Universitario          | 14 | 2  | 7 | 5 | 16 | 21 | −5  | 13  |       |

### Evolución de las clasificaciones
En esta sección se muestra la posición ocupada por cada uno de los ocho equipos al término de cada jornada. Los colores son los mismos utilizados en la tabla de posiciones y hacen referencia a la clasificación en una determina jornada.
| Jornada / Equipo       | 1 | 2 | 3 | 4 | 5 | 6 | 7 | 8 | 9 | 10 | 11 | 12 | 13 | 14 |
| Jornada / Equipo       |   |   |   |   |   |   |   |   |   |    |    |    |    |    |
| ---------------------- | - | - | - | - | - | - | - | - | - | -- | -- | -- | -- | -- |
| Sporting Cristal       | 6 | 3 | 2 | 1 | 1 | 1 | 1 | 1 | 1 | 1  | 1  | 1  | 1  | 1  |
| Sport Rosario          | 5 | 7 | 3 | 4 | 6 | 7 | 7 | 4 | 6 | 6  | 4  | 2  | 3  | 2  |
| UTC                    | 7 | 4 | 6 | 6 | 8 | 8 | 8 | 8 | 8 | 7  | 7  | 6  | 4  | 3  |
| Universidad San Martín | 1 | 1 | 1 | 2 | 2 | 2 | 2 | 2 | 2 | 2  | 2  | 3  | 5  | 4  |
| Alianza Lima           | 4 | 2 | 5 | 3 | 3 | 3 | 3 | 6 | 3 | 4  | 3  | 4  | 2  | 5  |
| Comerciantes Unidos    | 3 | 5 | 4 | 5 | 7 | 5 | 6 | 5 | 4 | 3  | 5  | 5  | 6  | 6  |
| Ayacucho FC            | 8 | 8 | 8 | 7 | 4 | 4 | 5 | 3 | 5 | 5  | 6  | 8  | 7  | 7  |
| Universitario          | 2 | 6 | 7 | 8 | 5 | 6 | 4 | 7 | 7 | 8  | 8  | 7  | 8  | 8  |

|  |

### Resultados
En las siguientes tablas se muestran los resultados a gran escala entre los participantes. Un recuadro de color rojo simboliza la victoria del equipo visitante —en la parte superior—, uno verde, la victoria del local —en la parte izquierda— y uno amarillo, un empate.
| Equipos                   | ALI | AYA | COU | SRO | CRI | USM | UTC | UNI |
| ------------------------- | --- | --- | --- | --- | --- | --- | --- | --- |
| Alianza Lima              |     | 3–1 | 1–1 | 3–1 | 0–2 | 0–0 | 1–1 | 2–0 |
| Ayacucho F. C.            | 1–2 |     | 2–3 | 2–0 | 5–3 | 1–1 | 2–1 | 4–2 |
| Comerciantes Unidos       | 3–0 | 2–1 |     | 2–4 | 1–3 | 1–2 | 1–2 | 0–2 |
| Sport Rosario             | 1–1 | 5–1 | 3–0 |     | 0–1 | 1–0 | 4–0 | 1–1 |
| Sporting Cristal          | 3–0 | 5–0 | 3–0 | 4–1 |     | 4–1 | 2–2 | 1–1 |
| Universidad de San Martín | 1–0 | 4–0 | 1–1 | 4–0 | 1–5 |     | 2–2 | 1–1 |
| UTC                       | 1–0 | 2–1 | 1–3 | 1–0 | 0–3 | 0–0 |     | 0–0 |
| Universitario de Deportes | 1–3 | 1–1 | 1–0 | 1–2 | 3–3 | 2–2 | 0–1 |     |

### Partidos

#### Primera vuelta
| Fecha 1                    | Fecha 1   | Fecha 1                   | Fecha 1              | Fecha 1      | Fecha 1    | Fecha 1           |
| Local                      | Resultado | Visitante                 | Estadio              | Fecha        | Hora       | TV                |
| -------------------------- | --------- | ------------------------- | -------------------- | ------------ | ---------- | ----------------- |
| Universidad de San Martín  | 4 – 0     | Ayacucho                  | Alberto Gallardo     | 4 de febrero | 13:30      | Gol Perú          |
| Alianza Lima               | 1 – 1     | Comerciantes Unidos       | Alejandro Villanueva | 4 de febrero | 16:00      | Gol Perú y Latina |
| Sport Rosario              | 1 – 1     | Universitario de Deportes | Rosas Pampa          | 4 de febrero | 18:15      | Gol Perú          |
| Univ. Técnica de Cajamarca | 0 – 3     | Sporting Cristal          | (Walkover)           | (Walkover)   | (Walkover) | (Walkover)        |

| Fecha 2                   | Fecha 2   | Fecha 2                    | Fecha 2                   | Fecha 2       | Fecha 2 | Fecha 2           |
| Local                     | Resultado | Visitante                  | Estadio                   | Fecha         | Hora    | TV                |
| ------------------------- | --------- | -------------------------- | ------------------------- | ------------- | ------- | ----------------- |
| Ayacucho                  | 1 – 2     | Alianza Lima               | Manuel Eloy Molina Robles | 10 de febrero | 15:30   | Gol Perú y Latina |
| Universitario de Deportes | 0 – 1     | Univ. Técnica de Cajamarca | Monumental                | 10 de febrero | 17:45   | Gol Perú          |
| Comerciantes Unidos       | 1 – 2     | Universidad de San Martín  | Carlos A. Olivares        | 11 de febrero | 13:30   | Gol Perú          |
| Sporting Cristal          | 4 – 1     | Sport Rosario              | Alberto Gallardo          | 11 de febrero | 16:00   | Gol Perú y Latina |

| Fecha 3                   | Fecha 3   | Fecha 3                    | Fecha 3              | Fecha 3       | Fecha 3 | Fecha 3           |
| Local                     | Resultado | Visitante                  | Estadio              | Fecha         | Hora    | TV                |
| ------------------------- | --------- | -------------------------- | -------------------- | ------------- | ------- | ----------------- |
| Universidad de San Martín | 1 – 1     | Universitario de Deportes  | Nacional             | 16 de febrero | 20:00   | Gol Perú          |
| Comerciantes Unidos       | 2 – 1     | Ayacucho                   | Carlos A. Olivares   | 17 de febrero | 13:15   | Gol Perú          |
| Sport Rosario             | 4 – 0     | Univ. Técnica de Cajamarca | Rosas Pampa          | 17 de febrero | 17:45   | Gol Perú          |
| Alianza Lima              | 0 – 2     | Sporting Cristal           | Alejandro Villanueva | 18 de febrero | 16:00   | Gol Perú y Latina |

| Fecha 4                    | Fecha 4   | Fecha 4                   | Fecha 4                   | Fecha 4       | Fecha 4 | Fecha 4           |
| Local                      | Resultado | Visitante                 | Estadio                   | Fecha         | Hora    | TV                |
| -------------------------- | --------- | ------------------------- | ------------------------- | ------------- | ------- | ----------------- |
| Ayacucho                   | 2 – 0     | Sport Rosario             | Manuel Eloy Molina Robles | 23 de febrero | 15:30   | Gol Perú          |
| Univ. Técnica de Cajamarca | 0 – 0     | Universidad de San Martín | Carlos A. Olivares        | 25 de febrero | 13:30   | Gol Perú          |
| Sporting Cristal           | 3 – 0     | Comerciantes Unidos       | Alberto Gallardo          | 25 de febrero | 16:00   | Gol Perú y Latina |
| Universitario de Deportes  | 1 – 3     | Alianza Lima              | Monumental                | 25 de febrero | 18:15   | Gol Perú y Latina |

| Fecha 5                   | Fecha 5   | Fecha 5                    | Fecha 5                   | Fecha 5       | Fecha 5 | Fecha 5  |
| Local                     | Resultado | Visitante                  | Estadio                   | Fecha         | Hora    | TV       |
| ------------------------- | --------- | -------------------------- | ------------------------- | ------------- | ------- | -------- |
| Universidad de San Martín | 4 – 0     | Sport Rosario              | Alberto Gallardo          | 28 de febrero | 13:15   | Gol Perú |
| Comerciantes Unidos       | 0 – 2     | Universitario de Deportes  | Carlos A. Olivares        | 28 de febrero | 15:30   | Gol Perú |
| Ayacucho                  | 5 – 3     | Sporting Cristal           | Manuel Eloy Molina Robles | 1 de marzo    | 15:30   | Gol Perú |
| Alianza Lima              | 1 – 1     | Univ. Técnica de Cajamarca | Alejandro Villanueva      | 21 de marzo   | 20:00   | Gol Perú |

| Fecha 6                   | Fecha 6   | Fecha 6             | Fecha 6            | Fecha 6    | Fecha 6 | Fecha 6           |
| Local                     | Resultado | Visitante           | Estadio            | Fecha      | Hora    | TV                |
| ------------------------- | --------- | ------------------- | ------------------ | ---------- | ------- | ----------------- |
| Universidad de San Martín | 1 – 5     | Sporting Cristal    | Alberto Gallardo   | 3 de marzo | 15:30   | Gol Perú y Latina |
| UTC                       | 1 – 3     | Comerciantes Unidos | Carlos A. Olivares | 4 de marzo | 13:30   | Gol Perú y Latina |
| Universitario de Deportes | 1 – 1     | Ayacucho            | Monumental         | 4 de marzo | 16:00   | Gol Perú y Latina |
| Sport Rosario             | 1 – 1     | Alianza Lima        | Rosas Pampa        | 4 de marzo | 18:15   | Gol Perú y Latina |

| Fecha 7             | Fecha 7   | Fecha 7                    | Fecha 7              | Fecha 7     | Fecha 7 | Fecha 7           |
| Local               | Resultado | Visitante                  | Estadio              | Fecha       | Hora    | TV                |
| ------------------- | --------- | -------------------------- | -------------------- | ----------- | ------- | ----------------- |
| Alianza Lima        | 0 – 0     | Universidad de San Martín  | Alejandro Villanueva | 9 de marzo  | 20:00   | Gol Perú y Latina |
| Sporting Cristal    | 1 – 1     | Universitario de Deportes  | Nacional             | 11 de marzo | 16:00   | Gol Perú y Latina |
| Ayacucho            | 2 – 1     | Univ. Técnica de Cajamarca | Huancayo             | 24 de marzo | 15:30   | Gol Perú          |
| Comerciantes Unidos | 2 – 4     | Sport Rosario              | Carlos A. Olivares   | 25 de marzo | 13:00   | Gol Perú          |

#### Segunda vuelta
| Fecha 8                   | Fecha 8   | Fecha 8                    | Fecha 8            | Fecha 8     | Fecha 8 | Fecha 8  |
| Local                     | Resultado | Visitante                  | Estadio            | Fecha       | Hora    | TV       |
| ------------------------- | --------- | -------------------------- | ------------------ | ----------- | ------- | -------- |
| Comerciantes Unidos       | 3 – 0     | Alianza Lima               | Carlos A. Olivares | 13 de marzo | 13:15   | Gol Perú |
| Ayacucho                  | 1 – 1     | Universidad de San Martín  | Miguel Grau        | 13 de marzo | 15:30   | Gol Perú |
| Sporting Cristal          | 2 – 2     | Univ. Técnica de Cajamarca | Alberto Gallardo   | 14 de marzo | 15:30   | Gol Perú |
| Universitario de Deportes | 1 – 2     | Sport Rosario              | Monumental         | 14 de marzo | 20:00   | Gol Perú |

| Fecha 9                    | Fecha 9   | Fecha 9                   | Fecha 9               | Fecha 9     | Fecha 9 | Fecha 9           |
| Local                      | Resultado | Visitante                 | Estadio               | Fecha       | Hora    | TV                |
| -------------------------- | --------- | ------------------------- | --------------------- | ----------- | ------- | ----------------- |
| Alianza Lima               | 3 – 1     | Ayacucho                  | Alejandro Villanueva  | 30 de marzo | 20:00   | Gol Perú y Latina |
| Universidad de San Martín  | 1 – 1     | Comerciantes Unidos       | Alberto Gallardo      | 31 de marzo | 15:30   | Gol Perú          |
| Sport Rosario              | 0 – 1     | Sporting Cristal          | Rosas Pampa           | 31 de marzo | 17:45   | Gol Perú          |
| Univ. Técnica de Cajamarca | 0 – 0     | Universitario de Deportes | Germán Contreras Jara | 1 de abril  | 15:30   | Gol Perú          |

| Fecha 10                   | Fecha 10  | Fecha 10                  | Fecha 10              | Fecha 10   | Fecha 10 | Fecha 10          |
| Local                      | Resultado | Visitante                 | Estadio               | Fecha      | Hora     | TV                |
| -------------------------- | --------- | ------------------------- | --------------------- | ---------- | -------- | ----------------- |
| Ayacucho                   | 2 – 3     | Comerciantes Unidos       | Huancayo              | 6 de abril | 15:30    | –                 |
| Univ. Técnica de Cajamarca | 1 – 0     | Sport Rosario             | Germán Contreras Jara | 6 de abril | 15:30    | Gol Perú          |
| Sporting Cristal           | 3 – 0     | Alianza Lima              | Nacional              | 7 de abril | 20:00    | Gol Perú y Latina |
| Universitario de Deportes  | 2 – 2     | Universidad de San Martín | Monumental            | 8 de abril | 16:00    | Gol Perú          |

| Fecha 11                  | Fecha 11  | Fecha 11                   | Fecha 11             | Fecha 11    | Fecha 11 | Fecha 11 |
| Local                     | Resultado | Visitante                  | Estadio              | Fecha       | Hora     | TV       |
| ------------------------- | --------- | -------------------------- | -------------------- | ----------- | -------- | -------- |
| Universidad de San Martín | 2 – 2     | Univ. Técnica de Cajamarca | Alberto Gallardo     | 11 de abril | 13:15    | Gol Perú |
| Comerciantes Unidos       | 1 – 3     | Sporting Cristal           | Carlos A. Olivares   | 11 de abril | 15:30    | Gol Perú |
| Sport Rosario             | 5 – 1     | Ayacucho                   | Rosas Pampa          | 11 de abril | 17:45    | Gol Perú |
| Alianza Lima              | 2 – 0     | Universitario de Deportes  | Alejandro Villanueva | 11 de abril | 20:00    | Gol Perú |

| Fecha 12                   | Fecha 12  | Fecha 12                  | Fecha 12              | Fecha 12    | Fecha 12 | Fecha 12          |
| Local                      | Resultado | Visitante                 | Estadio               | Fecha       | Hora     | TV                |
| -------------------------- | --------- | ------------------------- | --------------------- | ----------- | -------- | ----------------- |
| Sport Rosario              | 1 – 0     | Universidad de San Martín | Rosas Pampa           | 14 de abril | 17:45    | Gol Perú          |
| Sporting Cristal           | 5 – 0     | Ayacucho                  | Alberto Gallardo      | 15 de abril | 11:15    | Gol Perú y Latina |
| Universitario de Deportes  | 1 – 0     | Comerciantes Unidos       | Monumental            | 15 de abril | 16:00    | Gol Perú          |
| Univ. Técnica de Cajamarca | 1 – 0     | Alianza Lima              | Germán Contreras Jara | 16 de abril | 15:30    | Gol Perú          |

| Fecha 13            | Fecha 13  | Fecha 13                   | Fecha 13             | Fecha 13    | Fecha 13 | Fecha 13          |
| Local               | Resultado | Visitante                  | Estadio              | Fecha       | Hora     | TV                |
| ------------------- | --------- | -------------------------- | -------------------- | ----------- | -------- | ----------------- |
| Ayacucho            | 4 – 2     | Universitario de Deportes  | Eloy Robles Molina   | 20 de abril | 15:30    | Gol Perú          |
| Sporting Cristal    | 4 – 1     | Universidad de San Martín  | Alberto Gallardo     | 21 de abril | 15:30    | Gol Perú y Latina |
| Comerciantes Unidos | 1 – 2     | Univ. Técnica de Cajamarca | Carlos A. Olivares   | 22 de abril | 13:30    | Gol Perú          |
| Alianza Lima        | 3 – 1     | Sport Rosario              | Alejandro Villanueva | 22 de abril | 16:00    | Gol Perú y Latina |

| Fecha 14                   | Fecha 14  | Fecha 14            | Fecha 14              | Fecha 14    | Fecha 14 | Fecha 14          |
| Local                      | Resultado | Visitante           | Estadio               | Fecha       | Hora     | TV                |
| -------------------------- | --------- | ------------------- | --------------------- | ----------- | -------- | ----------------- |
| Universidad de San Martín  | 1 – 0     | Alianza Lima        | Miguel Grau           | 29 de abril | 13:15    | Gol Perú          |
| Univ. Técnica de Cajamarca | 2 – 1     | Ayacucho            | Germán Contreras Jara | 29 de abril | 15:30    | –                 |
| Universitario de Deportes  | 3 – 3     | Sporting Cristal    | Monumental            | 29 de abril | 15:30    | Gol Perú y Latina |
| Sport Rosario              | 3 – 0     | Comerciantes Unidos | Rosas Pampa           | 29 de abril | 17:45    | Gol Perú          |

## Grupo B

### Tabla de posiciones
Para el cálculo de la tabla de posiciones se asignarán tres puntos por cada victoria, uno por cada empate y cero en caso de derrota. La posición en la tabla dependerá de la cantidad de puntos obtenidos, la diferencia entre los goles anotados y los goles recibidos, la cantidad de goles anotados y la cantidad de goles recibidos.
- Actualizado el 29 de abril de 2018.

|    | Equipo               | PJ | G | E | P | GF | GC | Dif | Pts | Notas |
| -- | -------------------- | -- | - | - | - | -- | -- | --- | --- | ----- |
| 1. | Sport Huancayo       | 14 | 8 | 3 | 3 | 29 | 20 | 9   | 27  | Final |
| 2. | FBC Melgar           | 14 | 6 | 7 | 1 | 20 | 13 | 7   | 25  |       |
| 3. | Deportivo Binacional | 14 | 5 | 6 | 3 | 18 | 17 | 1   | 21  |       |
| 4. | Deportivo Municipal  | 14 | 6 | 2 | 6 | 24 | 21 | 3   | 20  |       |
| 5. | Real Garcilaso       | 14 | 6 | 2 | 6 | 21 | 23 | −3  | 20  |       |
| 6. | Academia Cantolao    | 14 | 4 | 5 | 5 | 14 | 13 | 1   | 17  |       |
| 7. | Sport Boys           | 14 | 3 | 4 | 7 | 15 | 21 | −6  | 13  |       |
| 8. | Unión Comercio       | 14 | 2 | 3 | 9 | 15 | 28 | −13 | 9   |       |

### Evolución de las clasificaciones
De esta sección se muestra la posición ocupada por cada uno de los ocho equipos al término de cada jornada. Los colores son los mismos utilizados en la tabla de posiciones y hacen referencia a la clasificación en una determina jornada.
| Jornada / Equipo    | 1 | 2 | 3 | 4 | 5 | 6 | 7 | 8 | 9 | 10 | 11 | 12 | 13 | 14 |
| Jornada / Equipo    |   |   |   |   |   |   |   |   |   |    |    |    |    |    |
| ------------------- | - | - | - | - | - | - | - | - | - | -- | -- | -- | -- | -- |
| Sport Huancayo      | 4 | 6 | 6 | 3 | 2 | 1 | 2 | 2 | 1 | 1  | 1  | 1  | 1  | 1  |
| FBC Melgar          | 1 | 2 | 1 | 2 | 3 | 3 | 3 | 1 | 2 | 2  | 3  | 2  | 2  | 2  |
| Binacional          | 8 | 5 | 5 | 5 | 4 | 4 | 4 | 5 | 5 | 5  | 5  | 4  | 4  | 3  |
| Deportivo Municipal | 7 | 8 | 7 | 8 | 8 | 8 | 7 | 7 | 6 | 6  | 6  | 6  | 6  | 4  |
| Real Garcilaso      | 6 | 3 | 4 | 6 | 6 | 6 | 5 | 4 | 4 | 4  | 2  | 3  | 3  | 5  |
| Academia Cantolao   | 3 | 1 | 2 | 1 | 1 | 2 | 1 | 3 | 3 | 3  | 4  | 5  | 5  | 6  |
| Sport Boys          | 2 | 4 | 3 | 4 | 5 | 5 | 6 | 6 | 7 | 7  | 7  | 7  | 7  | 7  |
| Unión Comercio      | 5 | 7 | 8 | 7 | 7 | 7 | 8 | 8 | 8 | 8  | 8  | 8  | 8  | 8  |

|  |

### Resultados
En las siguientes tablas se muestran los resultados a gran escala entre los participantes. Un recuadro de color rojo simboliza la victoria del equipo visitante —en la parte superior—, uno verde, la victoria del local —en la parte izquierda— y uno amarillo, un empate.
|                     | CAN | BIN | MUN | MEL | GAR | SBA | HUA | UCO |
| ------------------- | --- | --- | --- | --- | --- | --- | --- | --- |
| Academia Cantolao   |     | 0–0 | 1–1 | 1–2 | 2–0 | 2–2 | 3–0 | 1–0 |
| Binacional          | 0–2 |     | 0–0 | 2–2 | 3–1 | 2–1 | 2–2 | 3–0 |
| Deportivo Municipal | 3–0 | 4–0 |     | 1–3 | 3–0 | 3–2 | 2–3 | 2–1 |
| F. B. C. Melgar     | 0–0 | 1–1 | 2–0 |     | 1–2 | 2–1 | 2–1 | 2–1 |
| Real Garcilaso      | 1–0 | 1–0 | 5–1 | 0–0 |     | 2–0 | 0–3 | 5–2 |
| Sport Boys          | 1–1 | 0–1 | 0–2 | 1–1 | 3–1 |     | 2–1 | 1–0 |
| Sport Huancayo      | 2–1 | 2–2 | 2–1 | 1–1 | 3–1 | 2–0 |     | 3–2 |
| Unión Comercio      | 1–0 | 1–2 | 2–1 | 1–1 | 2–2 | 1–1 | 1–4 |     |

### Partidos

#### Primera vuelta
| Fecha 1             | Fecha 1   | Fecha 1           | Fecha 1               | Fecha 1      | Fecha 1 | Fecha 1                    |
| Local               | Resultado | Visitante         | Estadio               | Fecha        | Hora    | TV                         |
| ------------------- | --------- | ----------------- | --------------------- | ------------ | ------- | -------------------------- |
| Deportivo Municipal | 1 – 3     | F. B. C. Melgar   | Nacional              | 3 de febrero | 15:30   | Gol Perú Latina Televisión |
| Binacional          | 0 – 2     | Academia Cantolao | Monumental de la UNSA | 3 de febrero | 17:45   | Gol Perú                   |
| Sport Boys          | 3 – 1     | Real Garcilaso    | Miguel Grau           | 3 de febrero | 20:00   | Gol Perú                   |
| Sport Huancayo      | 3 – 2     | Unión Comercio    | Huancayo              | 5 de febrero | 20:00   | Gol Perú                   |

| Fecha 2           | Fecha 2   | Fecha 2             | Fecha 2                | Fecha 2       | Fecha 2 | Fecha 2  |
| Local             | Resultado | Visitante           | Estadio                | Fecha         | Hora    | TV       |
| ----------------- | --------- | ------------------- | ---------------------- | ------------- | ------- | -------- |
| Real Garcilaso    | 5 – 1     | Deportivo Municipal | Garcilaso de la Vega   | 9 de febrero  | 15:00   | Gol Perú |
| Academia Cantolao | 3 – 0     | Sport Huancayo      | Miguel Grau            | 10 de febrero | 13:45   | Gol Perú |
| F. B. C. Melgar   | 2 – 1     | Sport Boys          | Monumental de la UNSA  | 10 de febrero | 20:00   | Gol Perú |
| Unión Comercio    | 1 – 2     | Binacional          | IPD de Nueva Cajamarca | 12 de febrero | 15:00   | Gol Perú |

| Fecha 3             | Fecha 3   | Fecha 3           | Fecha 3               | Fecha 3       | Fecha 3 | Fecha 3  |
| Local               | Resultado | Visitante         | Estadio               | Fecha         | Hora    | TV       |
| ------------------- | --------- | ----------------- | --------------------- | ------------- | ------- | -------- |
| Real Garcilaso      | 0 – 0     | F. B. C. Melgar   | Garcilaso de la Vega  | 17 de febrero | 15:30   | Gol Perú |
| Sport Boys          | 1 – 0     | Unión Comercio    | Miguel Grau           | 17 de febrero | 20:00   | Gol Perú |
| Deportivo Municipal | 3 – 0     | Academia Cantolao | Miguel Grau           | 18 de febrero | 13:30   | Gol Perú |
| Binacional          | 2 – 2     | Sport Huancayo    | Monumental de la UNSA | 19 de febrero | 20:00   | Gol Perú |

| Fecha 4           | Fecha 4   | Fecha 4             | Fecha 4                | Fecha 4       | Fecha 4 | Fecha 4  |
| Local             | Resultado | Visitante           | Estadio                | Fecha         | Hora    | TV       |
| ----------------- | --------- | ------------------- | ---------------------- | ------------- | ------- | -------- |
| Academia Cantolao | 2 – 0     | Real Garcilaso      | Miguel Grau            | 23 de febrero | 20:00   | Gol Perú |
| Unión Comercio    | 2 – 1     | Deportivo Municipal | IPD de Nueva Cajamarca | 24 de febrero | 15:30   | Gol Perú |
| Sport Huancayo    | 2 – 0     | Sport Boys          | Huancayo               | 24 de febrero | 17:45   | Gol Perú |
| F. B. C. Melgar   | 1 – 1     | Binacional          | Monumental de la UNSA  | 24 de febrero | 20:00   | Gol Perú |

| Fecha 5             | Fecha 5   | Fecha 5           | Fecha 5               | Fecha 5       | Fecha 5 | Fecha 5  |
| Local               | Resultado | Visitante         | Estadio               | Fecha         | Hora    | TV       |
| ------------------- | --------- | ----------------- | --------------------- | ------------- | ------- | -------- |
| Sport Boys          | 0 – 1     | Binacional        | Miguel Grau           | 27 de febrero | 20:00   | Gol Perú |
| Deportivo Municipal | 2 – 3     | Sport Huancayo    | Miguel Grau           | 28 de febrero | 17:45   | Gol Perú |
| F. B. C. Melgar     | 0 – 0     | Academia Cantolao | Monumental de la UNSA | 28 de febrero | 20:00   | Gol Perú |
| Real Garcilaso      | 5 – 2     | Unión Comercio    | Garcilaso de la Vega  | 20 de marzo   | 20:00   | Gol Perú |

| Fecha 6        | Fecha 6   | Fecha 6             | Fecha 6                | Fecha 6    | Fecha 6 | Fecha 6  |
| Local          | Resultado | Visitante           | Estadio                | Fecha      | Hora    | TV       |
| -------------- | --------- | ------------------- | ---------------------- | ---------- | ------- | -------- |
| Sport Huancayo | 3 – 1     | Real Garcilaso      | Huancayo               | 3 de marzo | 17:45   | Gol Perú |
| Sport Boys     | 1 – 1     | Academia Cantolao   | Miguel Grau            | 3 de marzo | 20:00   | Gol Perú |
| Unión Comercio | 1 – 1     | F. B. C. Melgar     | IPD de Nueva Cajamarca | 5 de marzo | 15:00   | Gol Perú |
| Binacional     | 0 – 0     | Deportivo Municipal | Monumental de la UNSA  | 5 de marzo | 20:00   | Gol Perú |

| Fecha 7             | Fecha 7   | Fecha 7        | Fecha 7               | Fecha 7     | Fecha 7 | Fecha 7  |
| Local               | Resultado | Visitante      | Estadio               | Fecha       | Hora    | TV       |
| ------------------- | --------- | -------------- | --------------------- | ----------- | ------- | -------- |
| Real Garcilaso      | 1 – 0     | Binacional     | Garcilaso de la Vega  | 10 de marzo | 17:45   | Gol Perú |
| Deportivo Municipal | 3 – 2     | Sport Boys     | Miguel Grau           | 10 de marzo | 20:00   | Gol Perú |
| Academia Cantolao   | 1 – 0     | Unión Comercio | Miguel Grau           | 11 de marzo | 13:30   | Gol Perú |
| F. B. C. Melgar     | 2 – 1     | Sport Huancayo | Monumental de la UNSA | 18 de marzo | 15:30   | Gol Perú |

#### Segunda vuelta
| Fecha 8           | Fecha 8   | Fecha 8              | Fecha 8                | Fecha 8     | Fecha 8 | Fecha 8  |
| Local             | Resultado | Visitante            | Estadio                | Fecha       | Hora    | TV       |
| ----------------- | --------- | -------------------- | ---------------------- | ----------- | ------- | -------- |
| F. B. C. Melgar   | 2 – 0     | Deportivo Municipal  | Monumental de la UNSA  | 13 de marzo | 20:00   | Gol Perú |
| Unión Comercio    | 1 – 4     | Sport Huancayo       | IPD de Nueva Cajamarca | 15 de marzo | 15:30   | Gol Perú |
| Academia Cantolao | 0 – 0     | Deportivo Binacional | Miguel Grau            | 15 de marzo | 20:00   | Gol Perú |
| Real Garcilaso    | 2 – 0     | Sport Boys           | Garcilaso de la Vega   | 25 de marzo | 15:30   | Gol Perú |

| Fecha 9             | Fecha 9   | Fecha 9           | Fecha 9               | Fecha 9     | Fecha 9 | Fecha 9                    |
| Local               | Resultado | Visitante         | Estadio               | Fecha       | Hora    | TV                         |
| ------------------- | --------- | ----------------- | --------------------- | ----------- | ------- | -------------------------- |
| Binacional          | 3 – 0     | Unión Comercio    | Monumental de la UNSA | 30 de marzo | 17:45   | Gol Perú                   |
| Sport Boys          | 1 – 1     | F. B. C. Melgar   | Miguel Grau           | 31 de marzo | 20:00   | Gol Perú                   |
| Deportivo Municipal | 3 – 0     | Real Garcilaso    | Miguel Grau           | 1 de abril  | 13:30   | Gol Perú Latina Televisión |
| Sport Huancayo      | 2 – 1     | Academia Cantolao | Huancayo              | 2 de abril  | 20:00   | Gol Perú                   |

| Fecha 10          | Fecha 10  | Fecha 10            | Fecha 10               | Fecha 10   | Fecha 10 | Fecha 10 |
| Local             | Resultado | Visitante           | Estadio                | Fecha      | Hora     | TV       |
| ----------------- | --------- | ------------------- | ---------------------- | ---------- | -------- | -------- |
| Academia Cantolao | 1 – 1     | Deportivo Municipal | Miguel Grau            | 6 de abril | 20:00    | Gol Perú |
| Unión Comercio    | 1 – 1     | Sport Boys          | IPD de Nueva Cajamarca | 7 de abril | 15:30    | Gol Perú |
| F. B. C. Melgar   | 1 – 2     | Real Garcilaso      | Monumental de la UNSA  | 7 de abril | 17:45    | Gol Perú |
| Sport Huancayo    | 2 – 2     | Binacional          | Huancayo               | 9 de abril | 20:00    | Gol Perú |

| Fecha 11            | Fecha 11  | Fecha 11          | Fecha 11              | Fecha 11    | Fecha 11 | Fecha 11 |
| Local               | Resultado | Visitante         | Estadio               | Fecha       | Hora     | TV       |
| ------------------- | --------- | ----------------- | --------------------- | ----------- | -------- | -------- |
| Real Garcilaso      | 1 – 0     | Academia Cantolao | Garcilaso de la Vega  | 10 de abril | 17:45    | Gol Perú |
| Deportivo Municipal | 2 – 1     | Unión Comercio    | Miguel Grau           | 10 de abril | 20:00    | Gol Perú |
| Binacional          | 2 – 2     | F. B. C. Melgar   | Monumental de la UNSA | 12 de abril | 17:45    | Gol Perú |
| Sport Boys          | 2 – 1     | Sport Huancayo    | Miguel Grau           | 12 de abril | 20:00    | Gol Perú |

| Fecha 12          | Fecha 12  | Fecha 12            | Fecha 12               | Fecha 12    | Fecha 12 | Fecha 12 |
| Local             | Resultado | Visitante           | Estadio                | Fecha       | Hora     | TV       |
| ----------------- | --------- | ------------------- | ---------------------- | ----------- | -------- | -------- |
| Unión Comercio    | 2 – 2     | Real Garcilaso      | IPD de Nueva Cajamarca | 14 de abril | 15:30    | Gol Perú |
| Academia Cantolao | 1 – 2     | F. B. C. Melgar     | Miguel Grau            | 15 de abril | 13:30    | Gol Perú |
| Sport Huancayo    | 2 – 1     | Deportivo Municipal | Huancayo               | 16 de abril | 17:45    | Gol Perú |
| Binacional        | 2 – 1     | Sport Boys          | Monumental de la UNSA  | 16 de abril | 20:00    | Gol Perú |

| Fecha 13            | Fecha 13  | Fecha 13       | Fecha 13              | Fecha 13    | Fecha 13 | Fecha 13 |
| Local               | Resultado | Visitante      | Estadio               | Fecha       | Hora     | TV       |
| ------------------- | --------- | -------------- | --------------------- | ----------- | -------- | -------- |
| Real Garcilaso      | 0 – 3     | Sport Huancayo | Garcilaso de la Vega  | 20 de abril | 17:45    | Gol Perú |
| Deportivo Municipal | 4 – 0     | Binacional     | Miguel Grau           | 20 de abril | 20:00    | Gol Perú |
| F. B. C. Melgar     | 2 – 1     | Unión Comercio | Monumental de la UNSA | 21 de abril | 17:45    | Gol Perú |
| Academia Cantolao   | 2 – 2     | Sport Boys     | Miguel Grau           | 21 de abril | 20:00    | Gol Perú |

| Fecha 14       | Fecha 14  | Fecha 14            | Fecha 14               | Fecha 14    | Fecha 14 | Fecha 14 |
| Local          | Resultado | Visitante           | Estadio                | Fecha       | Hora     | TV       |
| -------------- | --------- | ------------------- | ---------------------- | ----------- | -------- | -------- |
| Sport Huancayo | 1 – 1     | F. B. C. Melgar     | Huancayo               | 28 de abril | 15:30    | Gol Perú |
| Unión Comercio | 1 – 0     | Academia Cantolao   | IPD de Nueva Cajamarca | 28 de abril | 15:30    | –        |
| Binacional     | 3 – 1     | Real Garcilaso      | Monumental de la UNSA  | 28 de abril | 15:30    | –        |
| Sport Boys     | 0 – 2     | Deportivo Municipal | Miguel Grau            | 28 de abril | 20:00    | Gol Perú |

## Final

### Equipos participantes
| Equipo           | Método de clasificación | Fecha de clasificación |
| ---------------- | ----------------------- | ---------------------- |
| Sporting Cristal | 1.° del Grupo A.        | 11 de abril.           |
| Sport Huancayo   | 1.° del Grupo B.        | 28 de abril.           |

### Partidos
| 6 de mayo de 2018, 15:30 | Sport Huancayo     | 1:1 (0:1) | Sporting Cristal | Estadio Huancayo, Huancayo                                  |                                                             |
|                          | Neumann 65' (pen.) | Reporte   | Costa 37'        | Asistencia: 8.352 espectadores Árbitro(s): Michael Espinoza | Asistencia: 8.352 espectadores Árbitro(s): Michael Espinoza |

| 12 de mayo de 2018, 20:15 | Sporting Cristal | 1:0 (0:0) | Sport Huancayo | Estadio Nacional, Lima                                 |                                                        |
|                           | Revoredo 59'     |           |                | Asistencia: 19.936 espectadores Árbitro(s): Diego Haro | Asistencia: 19.936 espectadores Árbitro(s): Diego Haro |

|                                                                                      |
| Campeón Torneo de Verano Sporting Cristal Clasifica a las semifinales del campeonato |